# Homme de Tlapacoya
L'Homme de Tlapacoya est le nom donné à un ensemble de restes fossiles d'Homme moderne trouvés en 1966 au pied de la colline de Tlapacoya, près de la ville de Mexico, au Mexique. Ils sont datés du tournant du Pléistocène et de l'Holocène.

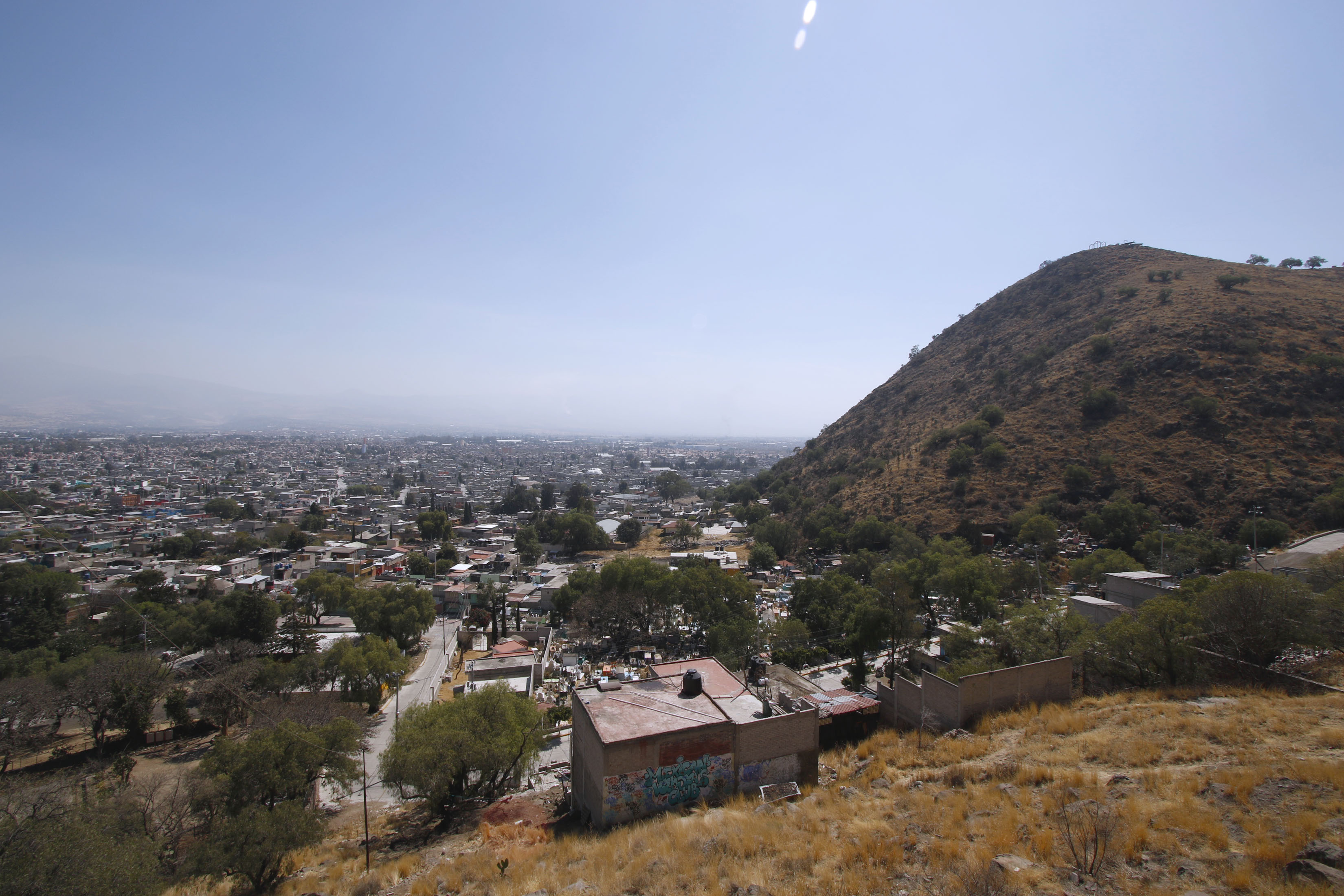
Le site de Tlapacoya

## Situation
Tlapacoya est un ancien volcan situé dans la municipalité d'Ixtapaluca, dans l'État de Mexico. Il formait jadis une ile ou une péninsule au bord de l'ancien lac Chalco, qui couvrait une partie du sud-est de l'agglomération actuelle de Mexico. Le site archéologique de Tlapacoya se trouve sur le côté oriental de la colline volcanique. 

## Historique
En 1966, durant la construction de l'autoroute reliant Mexico à la ville de Puebla, ont été découverts au pied de la colline de Tlapacoya des ossements fossiles d'animaux : équidés (Equus), ours, grands cervidés, mammouth, smilodon (tigre à dents de sabre).

## Vestiges
Les fouilles ont livré des artéfacts en obsidienne et en quartz, rassemblés autour des vestiges d'un foyer, révélé par des restes de charbons de bois.
Les premières datations par le carbone 14 des prélèvements effectués sur le sol et des restes carbonés du foyer, ainsi que des ossements d'animaux, auraient donné une fourchette de dates entre 21 700 et 24 000 ans avant le présent (AP).
Une lame en obsidienne a été dégagée sous le tronc d'un arbre enterré et dégagé dans le site même. L'arbre est daté de 24 000 ans AP. La lame a été à son tour analysée au moyen de la méthode d'hydratation de l'obsidienne : elle est datée entre 21 250 et 25 000 ans AP.

## Fossiles humains
Les fouilles ont livré des ossements fossiles humains, parmi lesquels figurent plusieurs crânes. Deux d'entre eux sont datés de l'éruption plinienne du volcan Nevado de Toluca, il y a 12 650 ans, qui aurait tué également l'Homme de Chimalhuacán et l'Homme du métro Balderas.
Le troisième crâne, incomplet, appartient à un individu masculin âgé de 35 ans à son décès. Selon deux études publiées en 2001 et 2003, ce dernier crâne est daté par le carbone 14 de 9 730 ± 65 ans avant le présent (AP),.